# Langdon Beck
Langdon Beck – wieś w Anglii, w hrabstwie Durham. Leży 44 km na zachód od miasta Durham i 379 km na północ od Londynu.